# Woman in Love
"Woman in Love" là một bài hát của nghệ sĩ thu âm người Mỹ Barbra Streisand nằm trong album phòng thu thứ 22 của bà, Guilty (1980). Nó được phát hành vào ngày 16 tháng 8 năm 1980 như là đĩa đơn đầu tiên trích từ album bởi Columbia Records. Bài hát được đồng viết lời bởi hai thành viên thuộc nhóm nhạc Bee Gees là Barry Gibb, người cũng tham gia góp giọng nền cho nó, và Robin Gibb, trong khi phần sản xuất được đảm nhiệm bởi Barry Gibb, Albhy Galuten và Karl Richardson thuộc đội sản xuất Gibb-Galuten-Richardson. Sau những thành công liên tiếp vào cuối thập niên 1970, Bee Gees liên tiếp nhận được nhiều lời yêu cầu hợp tác cho những tác phẩm âm nhạc của nhiều nghệ sĩ khác, và Streisand đã đề nghị Barry Gibb thực hiện một album cho bà, và sau này đã trở thành Guilty. "Woman in Love" là một bản pop ballad kết hợp với những yếu tố từ soft rock mang nội dung đề cập đến sự tận tâm vĩnh cửu của một người phụ nữ trong tình yêu.
Sau khi phát hành, "Woman in Love" nhận được những phản ứng tích cực từ các nhà phê bình âm nhạc, trong đó họ đánh giá cao chất giọng tình cảm của Streisand cũng như nội dung lời bài hát, đồng thời gọi đây là một điểm nhấn nổi bật từ album. Ngoài ra, nó còn gặt hái nhiều giải thưởng và đề cử tại những lễ trao giải lớn, bao gồm hai đề cử giải Grammy cho Thu âm của năm và Trình diễn giọng pop nữ xuất sắc nhất tại lễ trao giải thường niên lần thứ 23. "Woman in Love" cũng tiếp nhận những thành công ngoài sức tưởng tượng về mặt thương mại với việc đứng đầu các bảng xếp hạng ở hơn 18 quốc gia trên toàn cầu, bao gồm những thị trường lớn như Úc, Áo, Bỉ, Canada, Pháp, Đức, Ireland, Hà Lan, Na Uy, Tây Ban Nha, Thụy Điển, Thụy Sĩ và Vương quốc Anh, và lọt vào top 10 ở tất cả những quốc gia nó xuất hiện. Tại Hoa Kỳ, nó đạt vị trí số một trên bảng xếp hạng Billboard Hot 100 trong ba tuần liên tiếp, trở thành đĩa đơn quán quân thứ năm và cũng là gần nhất của Streisand tại đây.
Một video ca nhạc cho "Woman in Love" đã được phát hành, trong đó bao gồm những cảnh từ bộ phim năm 1976 mà Streisand thủ vai chính A Star Is Born cũng như những tác phẩm điện ảnh khác mà bà tham gia trong thập niên 1970. Mặc dù gặt hái những thành công lớn về mặt chuyên môn lẫn thương mại, Streisand thừa nhận rằng bà không thích "Woman in Love" vì không tin vào ý nghĩa của lời bài hát, và rất hiếm khi biểu diễn bài hát trực tiếp. Tuy nhiên, nữ ca sĩ đã hát nó trong một vài buổi hòa nhạc thuộc chuyến lưu diễn châu Âu năm 2013 Barbra: The Music, The Mem'ries, The Magic. Được ghi nhận là bài hát trứ danh trong sự nghiệp của Streisand, nó đã được hát lại và sử dụng làm nhạc mẫu bởi nhiều nghệ sĩ, như Francis Goya, Richard Clayderman, Jordin Sparks, Royce da 5'9", Rebekah Ryan và tác giả của bài hát Barry Gibb, cũng như xuất hiện trong nhiều album tuyển tập của bà, bao gồm A Collection: Greatest Hits...and More (1989) và The Ultimate Collection (2010).

## Danh sách bài hát
Đĩa 7"
1. "Woman in Love" — 3:48
2. "Run Wild" — 4:05

## Xếp hạng
| Bảng xếp hạng (1980)                  | Vị trí cao nhất |
| ------------------------------------- | --------------- |
| Úc (Kent Music Report)                | 1               |
| Áo (Ö3 Austria Top 40)                | 1               |
| Bỉ (Ultratop 50 Flanders)             | 1               |
| Canada (RPM)                          | 1               |
| Canada Adult Contemporary (RPM)       | 1               |
| Châu Âu (European Hot 100 Singles)    | 1               |
| Phần Lan (Suomen virallinen lista)    | 1               |
| Pháp (SNEP)                           | 1               |
| Đức (Official German Charts)          | 1               |
| Ireland (IRMA)                        | 1               |
| Hà Lan (Dutch Top 40)                 | 1               |
| Hà Lan (Single Top 100)               | 1               |
| New Zealand (Recorded Music NZ)       | 2               |
| Na Uy (VG-lista)                      | 1               |
| Nam Phi (Springbok Radio)             | 1               |
| Tây Ban Nha (AFYVE)                   | 1               |
| Thụy Điển (Sverigetopplistan)         | 1               |
| Thụy Sĩ (Schweizer Hitparade)         | 1               |
| Anh Quốc (OCC)                        | 1               |
| Hoa Kỳ Billboard Hot 100              | 1               |
| Hoa Kỳ Adult Contemporary (Billboard) | 1               |

| Bảng xếp hạng (1980)                 | Vị trí |
| ------------------------------------ | ------ |
| Australia (Kent Music Report)        | 21     |
| Belgium (Ultratop 50 Flanders)       | 6      |
| Canada (RPM)                         | 56     |
| France (SNEP)                        | 1      |
| Netherlands (Dutch Top 40)           | 4      |
| Netherlands (Single Top 100)         | 1      |
| New Zealand (Recorded Music NZ)      | 35     |
| Switzerland (Schweizer Hitparade)    | 12     |
| UK Singles (Official Charts Company) | 2      |
| Bảng xếp hạng (1981)                 | Vị trí |
| Australia (Kent Music Report)        | 90     |
| Canada (RPM)                         | 58     |
| Germany (Official German Charts)     | 32     |
| US Billboard Hot 100                 | 35     |

| Bảng xếp hạng (1980-89)              | Vị trí |
| ------------------------------------ | ------ |
| Netherlands (Dutch Top 40)           | 29     |
| UK Singles (Official Charts Company) | 28     |

| Bảng xếp hạng                | Vị trí |
| ---------------------------- | ------ |
| US Billboard Hot 100         | 189    |
| US Billboard Hot 100 (Women) | 61     |

## Chứng nhận
| Quốc gia                                                                           | Chứng nhận | Số đơn vị/doanh số chứng nhận |
| ---------------------------------------------------------------------------------- | ---------- | ----------------------------- |
| Pháp (SNEP)                                                                        | Bạch kim   | 1,298,000                     |
| Đức (BVMI)                                                                         | Vàng       | 500.000^                      |
| Anh Quốc (BPI)                                                                     | Vàng       | 500.000^                      |
| Hoa Kỳ (RIAA)                                                                      | Bạch kim   | 1.000.000^                    |
| * Chứng nhận dựa theo doanh số tiêu thụ. ^ Chứng nhận dựa theo doanh số nhập hàng. |            |                               |